# شاين نيلسون
شاين نيلسون هو طبيب وشاعر كندي، ولد في 1975 في نيو برونزويك في كندا.